# Кыргай (река)
Кыргай (в верховье — Степной Кыргай) — река в России, протекает по Беловскому, Прокопьевскому и Новокузнецкому районам Кемеровской области.
Устье реки находится в 22 км по левому берегу реки Ускат. Длина реки составляет 46 км. Приток — Талда.

## Данные водного реестра
По данным государственного водного реестра России относится к Верхнеобскому бассейновому округу, водохозяйственный участок реки — Томь от города Новокузнецк до города Кемерово, речной подбассейн реки — Томь. Речной бассейн реки — (Верхняя) Обь до впадения Иртыша.